# Euclea
Euclea es un género   de plantas   perteneciente a la familia Ebenaceae. Comprende 63 especies descritas y de estas, solo 18 aceptadas.

## Taxonomía
El género fue descrito por (Carlos Linneo y publicado en Systema Vegetabilium. Editio decima tertia 747. 1774. La especie tipo es: Euclea racemosa L. 

## Especies aceptadas
A continuación se brinda un listado de las especies del género Euclea aceptadas hasta febrero de 2014, ordenadas alfabéticamente. Para cada una se indica el nombre binomial seguido del autor, abreviado según las convenciones y usos.
- Euclea acutifolia E.Mey. ex A.DC.
- Euclea angolensis Gürke
- Euclea asperrima E.Holzh.
- Euclea balfourii Hiern ex Balf.f.
- Euclea coriacea A.DC.
- Euclea crispa (Thunb.) Gürke
- Euclea dewinteri Retief
- Euclea divinorum Hiern
- Euclea lancea Thunb.
- Euclea laurina Hiern ex Balf.f.
- Euclea natalensis A.DC.
- Euclea neghellensis Cufod.
- Euclea polyandra (L.f.) E.Mey. ex Hiern
- Euclea pseudebenus E.Mey. ex A.DC.
- Euclea racemosa L.
- Euclea sekhukhuniensis Retief, S.J.Siebert & A.E.van Wyk
- Euclea tomentosa E.Mey. ex A.DC.
- Euclea undulata Thunb.